# Domanice (Łebień)
Domanice (kaszb. Domanice, niem. Friedrichshof) – część wsi Łebień w Polsce, położona w województwie pomorskim, w powiecie słupskim, w gminie Damnica. Wchodzi w skład sołectwa Łebień.
W latach 1975–1998 Domanice administracyjnie należały do województwa słupskiego.

## Nazwa
Nazwa miejscowości jest tzw. chrztem nazewniczym i ma charakter pseudopatronimiczny. Powstała przez dodanie do nazwy osobowej Doman formantu -ice. Pierwotna niemiecka nazwa Friedrichshof, wzmiankowana po raz pierwszy w 1789, ma charakter pamiątkowy i składa się z dwóch członów: nazwy osobowej Friedrich „Fryderyk” i nazwy pospolitej Hof „zagroda”.
Rada Języka Kaszubskiego proponuje opartą na polskiej kaszubską formę nazwy Domanice.